# Osmar Schindler
Ne doit pas être confondu avec Oskar Schindler.
Pour les articles homonymes, voir Schindler.
Osmar Schindler (né le 22 décembre 1867, mort le 19 juin 1927) est un peintre allemand appartenant à l'académie de Dresde. Il est considéré comme faisant partie à la fois du courant impressionniste et art nouveau.

## Biographie
Né en 1867 dans le village de Burkhardtsdorf, il grandit dans la ville de Bischofswerda proche de Dresde. Il perd son père alors qu'il est encore jeune, et son oncle l'inscrit à l'académie de Dresde où il étudie avec Ferdinand Pauwels et Leon Pohle. En 1895, il voyage en Belgique, aux Pays-Bas, en France et en Italie. En 1900, il devient lui-même professeur à l'académie de Dresde.
Il expose à plusieurs reprises lors de la Grosse Berliner Kunstausstellung, en 1907 et 1909, où il reçoit un accueil positif. Ses sujets religieux y sont particulièrement appréciés.

## Œuvres

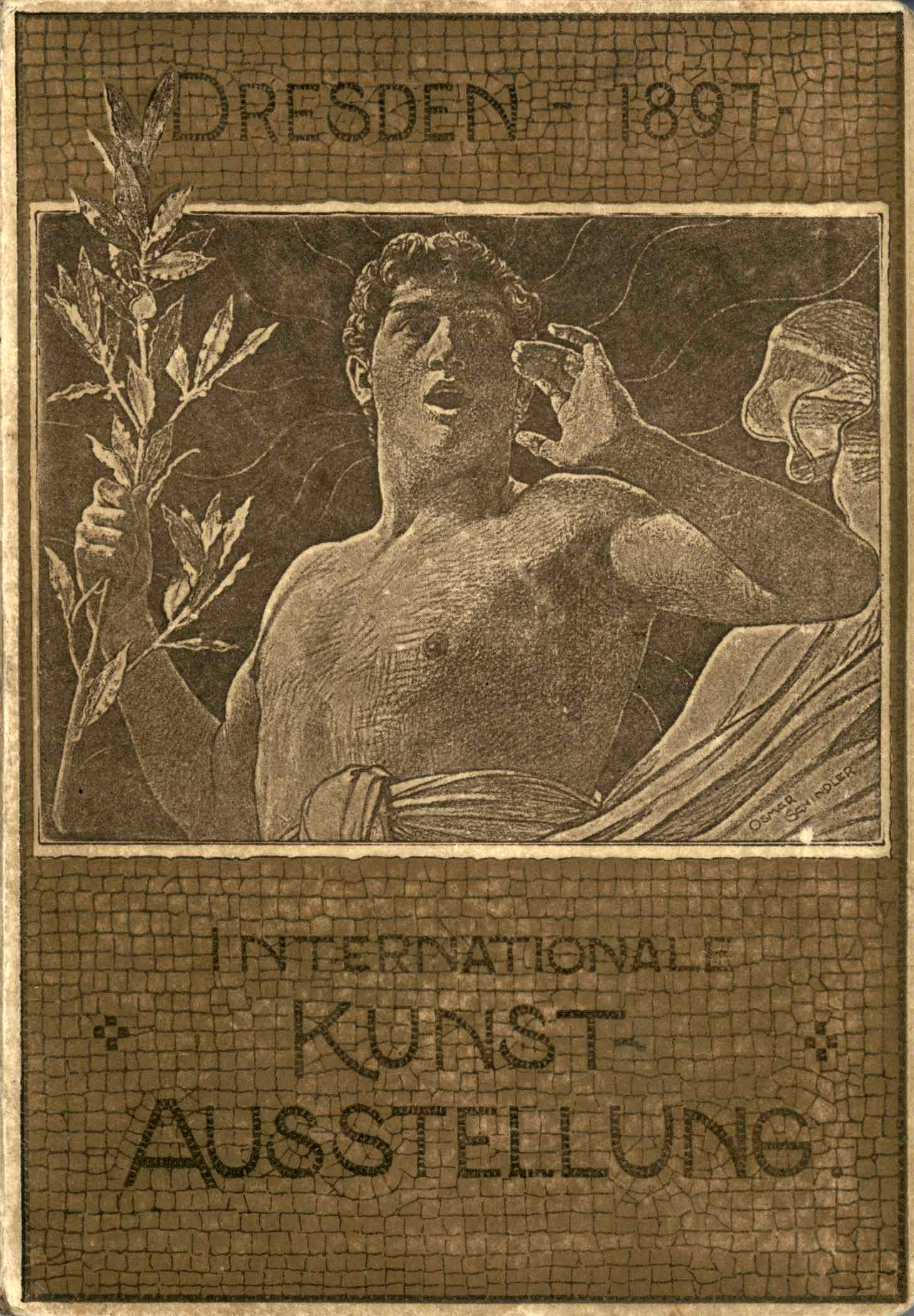
Dresde 1897
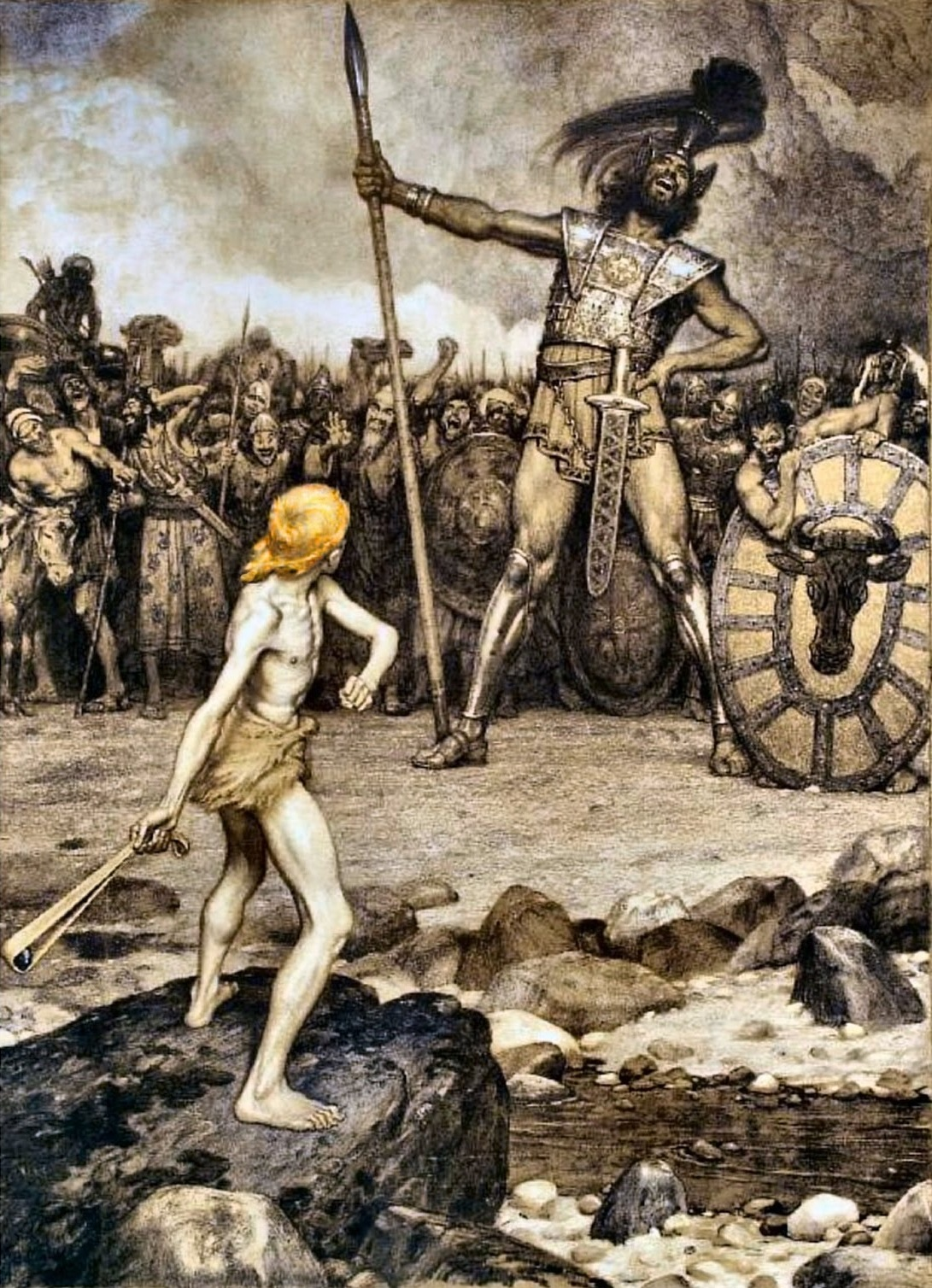
David et Goliath (1888)
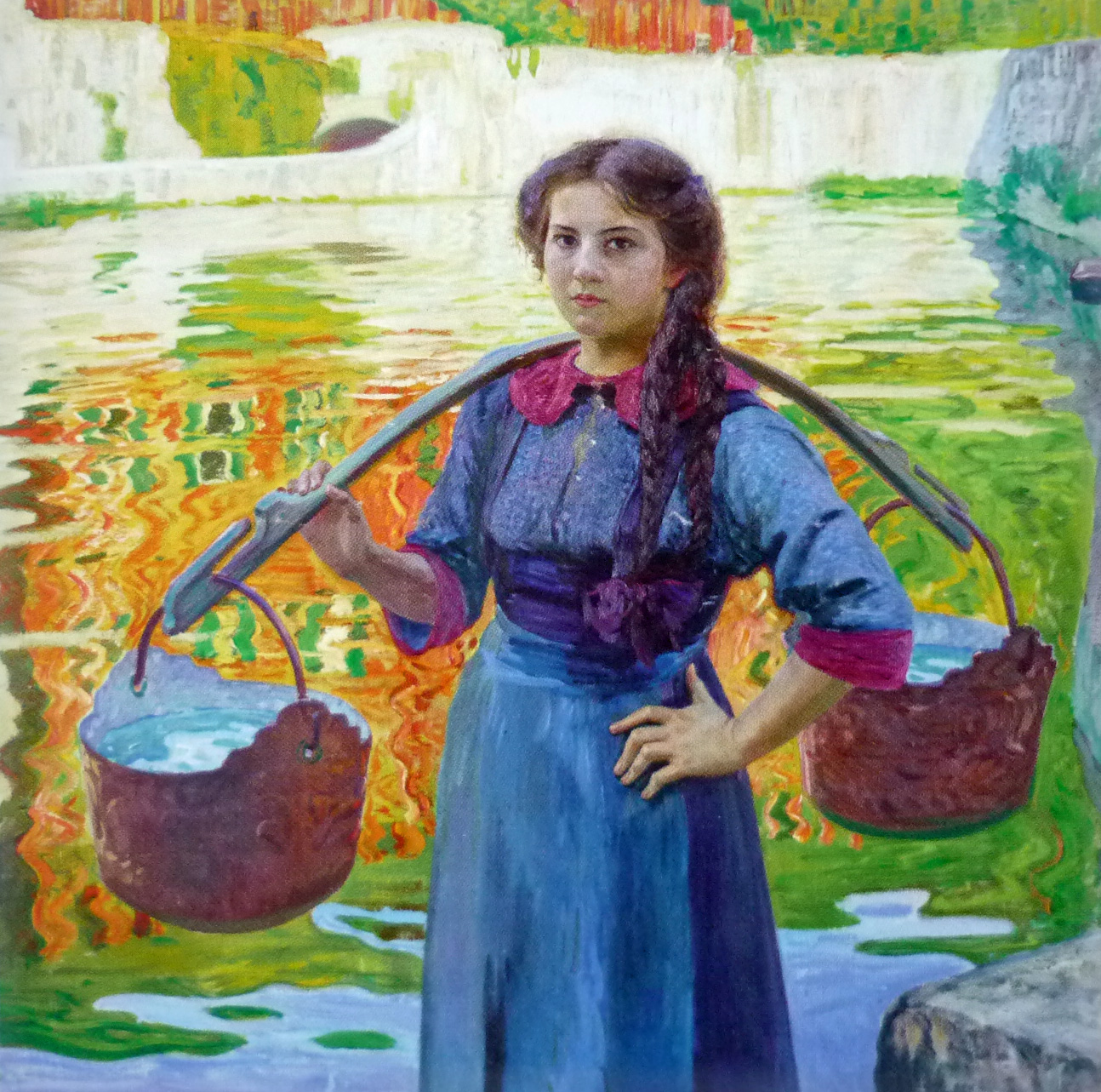
Porteuse d'eau (1911)
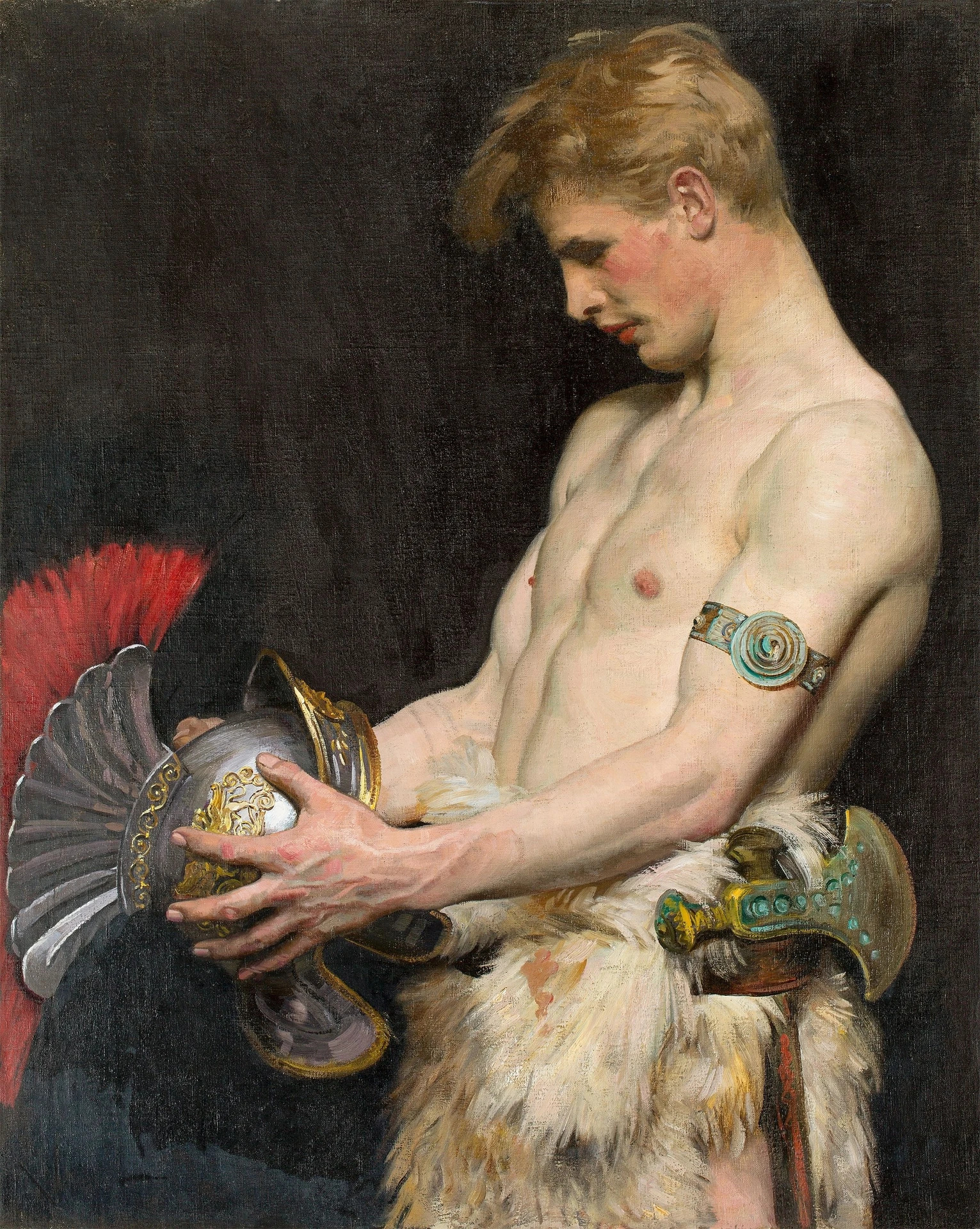
Soldat germain avec un casque (1902)
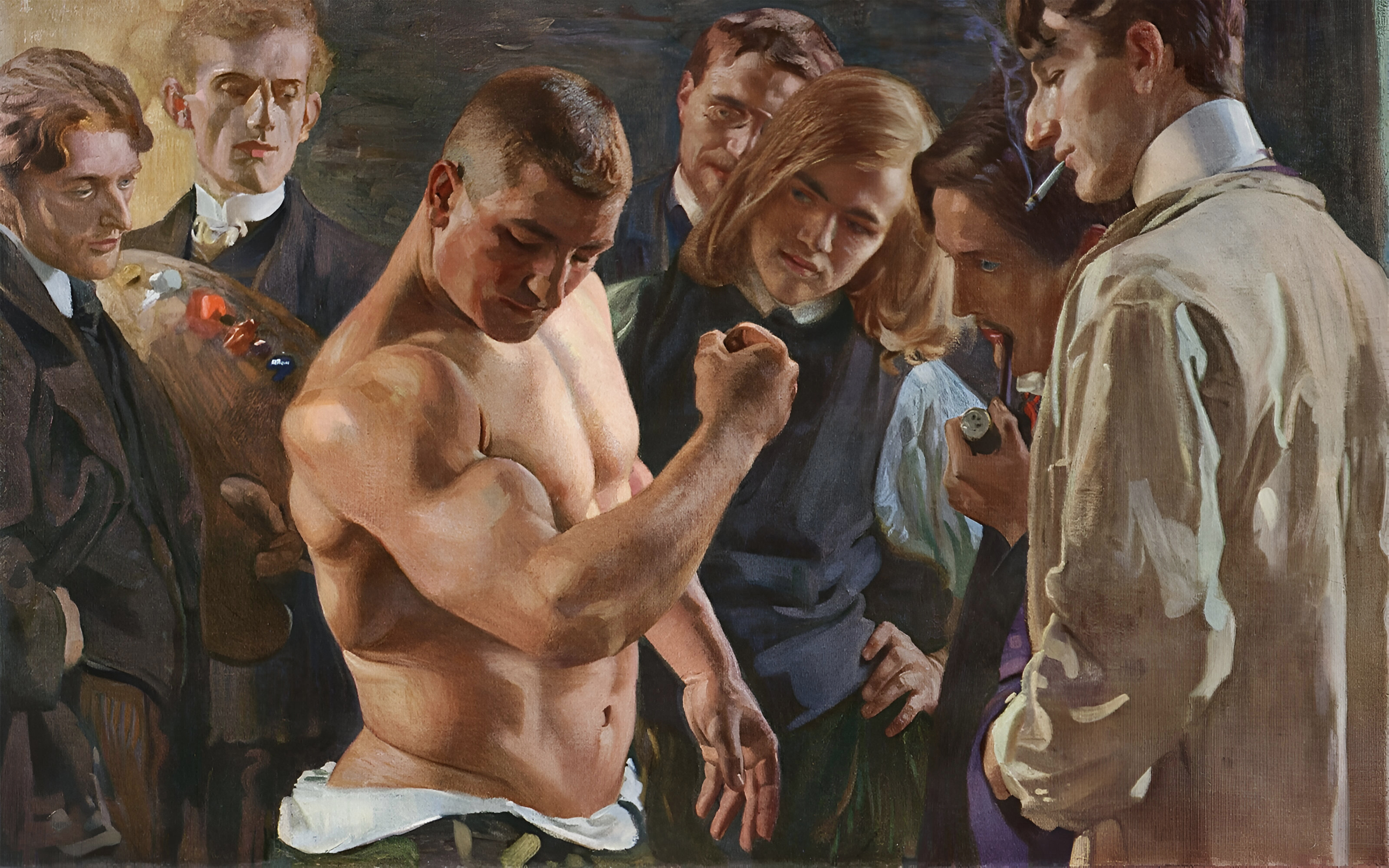
Muscles (1907)